# Preetz
|  | Ikke at forveksle med Preetz i Mecklenburg-Vorpommern, se Preetz (Stralsund). |
Preetz er en by i det nordlige Tyskland, beliggende sydøst for Kiel, i Kreis Plön. Kreis Plön ligger i delstaten Slesvig-Holsten. Midt i byen ligger den lille sø Kirchsee. Preetz er på grund af tidligere tiders mange skomagere i byen kendt under navnet Schusterstadt.

## Historie
Preetz blev i 9. århundrede grundlagt af venderne.
Det såkaldte Klosterhof-Preetz er et 1216 stiftet Benediktiner-nonnekloster, som ved Reformationen omdannedes til et adeligt Frøkenkloster.
Indbyggertal: i 1835 havde flækken 4.581 indbyggere, 1840 4.647 indbyggere, i 1845 4.754 indbyggere, i 1855 4.977 indbyggere og i 1860 5.061 indbyggere.
Byen lå ved jernbanelinien Kiel—Lübeck. Den havde i 1910 5.218 indbyggere. I byen skete fabrikation af tagpap, pølser og maskiner, og der fandtes et uld- og bomuldsvæveri.

## Geografi

### Nabokommuner
Kühren, Lehmkuhlen, Pohnsdorf, Postfeld, Rastorf, Schellhorn, Schwentinental, Wahlstorf

### Trafik
Indtil 2004 gik Bundesstraße 76 i nord-sydlig retning gennem Preetz, men den går nu øst for byen. Fra den gamle Bundesstraße 76, ved Schwentinebroen udgår Landstraße 211, mod øst til Bundesstraße 202 (Rastorfer Kreuz).
Mod vest, fører Landstraße 49 til Bundesstraße 404.
Jernbanen Kiel–Lübeck går gennem byen.

### Søer og vandløb
Postsee, der ligger nordvest for Preetz , gennemløbes af Alte Schwentine, Kirchsee i centrum og Lanker See mod syd gennemløbes af Schwentine.
Kirchsee er egentlig kun en bredning af Schwentine, der løber fra Lanker See gennem Kirchsee i retning mod Kiel.

### Naturschutzgebiete
Naturschutzgebietet "Halbinseln und Buchten im Lanker See", "Kührener Teich und Umgebung" ligger mod syd, Naturschutzgebiet "Altarm der Schwentine" ligger nord for Preetz.